# Norris Bradbury
Norris Bradbury (Santa Barbara, 30 maggio 1909 – Los Alamos, 20 agosto 1997) è stato un fisico statunitense.

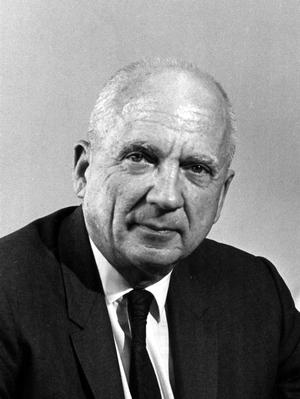
Norris Bradbury

Già direttore per 25 anni del Los Alamos Scientific (in seguito National) Laboratory, dall'ottobre 1945 al 1970, sostituisce il suo primo direttore J. Robert Oppenheimer.
A Los Alamos gli è stato dedicato il Bradbury Science Museum.
Nel 1970 gli è stato assegnato il Premio Enrico Fermi.